# ترول (فیلم ۲۰۲۲)
ترول (به انگلیسی: Troll) یک فیلم هیولایی محصول سال ۲۰۲۲ سینمای نروژ به کارگردانی رور اوثاگ با بازی این ماری ویلمن، کیم فالک، مادس سوگارد پترسن، گارد بی. ایدزولد، پل ریچارد لاندربی و اریک وورنهولت است.فیلم‌نامه این فیلم توسط اوثاگ و اسپن اوکان به رشته تحریر درآمده است. این فیلم در ۱ دسامبر ۲۰۲۲ توسط نتفلیکس منتشر شد. این فیلم با واکنش‌های مثبتی از سوی منتقدان همراه بود، که عملکرد تیم بازیگری، موسیقی، فیلمبرداری، کارگردانی و سکانس‌های اکشن آن مورد تحسین قرار گرفت.

## داستان
هنگامی که یک ترول باستانی در یک کوه نروژی از خواب بیدار می‌شود، گروهی از قهرمانان باید دور هم جمع شوند تا مانع از ایجاد ویرانی مرگبار آن شوند. 

## پاسخ انتقادی
گردآورنده نقد و بررسی راتن تومیتوز، این فیلم بر اساس ۱۰ نقد، ۱۰۰٪ تأیید شده و امتیاز ۷٫۲ از ۱۰ را دارد.